# Wereldrecord (televisieprogramma)
Wereldrecord is een documentaireprogramma op de Vlaamse televisiezender Canvas waarin presentator Maarten Vangramberen straffe wereldrecords in de sport onderzoekt.

## Concept
Elke aflevering begint met beelden van het wereldrecord in kwestie. Daarna analyseert Maarten Vangramberen samen met experts, atleten en onderzoekers wat er precies gebeurt tijdens zo'n buitengewone prestatie.

## Afleveringen

### Seizoen 1
Het eerste seizoen werd uitgezonden vanaf 8 januari 2018.
| Afl. | Uitzenddatum     | Wereldrecord                             | Kijkcijfers (live) |
| ---- | ---------------- | ---------------------------------------- | ------------------ |
| 1    | 8 januari 2018   | 100 meter sprint (Usain Bolt)            | 293.333            |
| 2    | 15 januari 2018  | Discuswerpen (Jürgen Schult)             | 218.717            |
| 3    | 22 januari 2018  | Marathon (Dennis Kimetto)                | 247.313            |
| 4    | 29 januari 2018  | Gewichtheffen (Hossein Rezazadeh)        | 238.508            |
| 5    | 5 februari 2018  | Werelduurrecord (Bradley Wiggins)        | 264.863            |
| 6    | 12 februari 2018 | Hoogspringen (Javier Sotomayor)          | 246.730            |
| 7    | 19 februari 2018 | 100 meter vrije slag (César Cielo Filho) | 208.496            |

### Seizoen 2
Het tweede seizoen ging van start op 3 februari 2020 en was meteen ook integraal beschikbaar op VRT NU.
| Afl. | Uitzenddatum     | Wereldrecord                     | Kijkcijfers (live) |
| ---- | ---------------- | -------------------------------- | ------------------ |
| 1    | 3 februari 2020  | Verspringen (Mike Powell)        | onbekend           |
| 2    | 10 februari 2020 | Zevenkamp (Jackie Joyner-Kersee) | 241.446            |
| 3    | 17 februari 2020 | Alpe d'Huez (Marco Pantani)      | 272.978            |
| 4    | 24 februari 2020 | Schansspringen (Stefan Kraft)    | 213.550            |
| 5    | 2 maart 2020     | Gymnastiek (Nadia Comăneci)      | 268.345            |
| 6    | 9 maart 2020     | Speerwerpen (Jan Železný)        | onbekend           |
| 7    | 16 maart 2020    | 400 meter (Wayde van Niekerk)    | onbekend           |

### Seizoen 3
| Afl. | Uitzenddatum  | Wereldrecord                                       | Kijkcijfers (live) |
| ---- | ------------- | -------------------------------------------------- | ------------------ |
| 1    | 21 maart 2022 | WK voetbal 2018 (Brazilië vs België)               | onbekend           |
| 2    | 28 maart 2022 | Boksen (Delfine Persoon vs Katie Taylor)           | onbekend           |
| 3    | 4 april 2022  | Tennis (Justine Henin vs Kim Clijsters)            | onbekend           |
| 4    | 11 april 2022 | Parijs-Roubaix (Tom Boonen)                        | 189.400            |
| 5    | 18 april 2022 | Tafeltennis (Jean-Michel Saive vs Jan-Ove Waldner) | onbekend           |
| 6    | 25 april 2022 | Ironman triatlon (Luc Van Lierde)                  | onbekend           |